# Послание к Титу
Послание к Титу (др.-греч. Ἐπιστολή πρὸς Τίτον, лат. Epistula ad Titum) — книга Нового Завета. Входит в число Посланий апостола Павла. Авторство Павла некоторыми учёными оспаривается; среди возможных авторов называют Поликарпа.

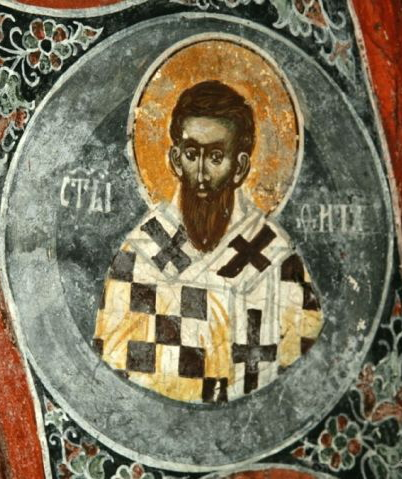
Тит

Послание к Титу, а также два Послания к Тимофею обычно называют пастырскими посланиями, потому что в них содержатся наставления, актуальные не только для адресатов, но и для всех пастырей Церкви.

## История
«Послание к Титу» датируется 66 годом, так как там упоминается остров Крит (1:5), который Павел согласно библейской книге «Деяния святых апостолов» посетил около 64 года. Написано оно в Никополе (3:12)
По содержанию Послание является пасторским и описывает критерии для епископов (1:7) и пресвитеров (2:2).
Тит был греком и язычником по рождению, как сообщает Павел в «Послании к Галатам» (2:3). Точная дата его обращения в христианство неизвестна, однако в 49 году он согласно «Деяниям святых апостолов» и «Посланию к Галатам» уже сопровождал Павла и Варнаву на Иерусалимский собор (Гал. 2,1). Во время апостольских путешествий по Греции он исполняет поручения апостола, утверждая в вере местные церкви, что можно видеть из «Второго Послания ап. Павла к коринфянам» (8:6, 8:16, 12:18). После освобождения от «первых римских уз» Павел поставляет самых испытанных учеников епископами — Тимофея в Эфесе, а Тита — на Крите. Послание написано в то же время, что и «Первое послание к Тимофею».

## Основные темы
Послание преследует цель помочь Титу в епископском служении и укрепить его в борьбе против лжеучителей.
- Приветствие (1:1—4)
- Поручение Титу самостоятельно поставить пресвитеров по городам острова (1:5—9)
- Критика лжеучителей и нравов критян (1:10—16)
- Наставления разным группам верующих (2:1—10)
- О благодати Божией (2:11—15; 3:1—8)
- Отдельные поручения и приветствия (3:9—14)

## Интересные факты
- В первой главе Послания к Титу (Тит, 1:12) Апостол Павел ссылается на знаменитый парадокс Эпименида, не называя автора по имени: «Из них же самих один стихотворец сказал: Критяне всегда лжецы, злые звери, утробы ленивые», признавая свидетельство это справедливым. Из контекста Послания видно, что Апостол Павел привёл слова Эпименида не в строгом смысле (1:9 — существуют критяне, держащиеся истины), а как свидетельство о широкой распространённости порока лжи среди критян.